# Zgornja Ročica
Zgornja Ročica este o localitate din comuna Sveta Ana, Slovenia, cu o populație de 65 de locuitori.